# 아빠 어릴 적엔
《아빠 어릴 적엔》은 강모림의 만화 및 비엔비웍스가 이를 각색한 텔레비전 애니메이션이다.

## 방영 일시
| 방영 채널 | 방영 기간                          | 방영 시간 |
| --------- | ---------------------------------- | --------- |
| MBC       | 2016년 1월 12일 ~ 2016년 8월 9일   | 종료      |
| MBC       | 2016년 8월 26일 ~ 2016년 12월 30일 | 종료      |

## 제작진
- 기획 : 홍상운
- 책임 프로듀서 : 최창규
- 총감독 · 제작자 : 장문심
- 제작 : 비엔비웍스
- 원작 : 강모림
- 배경 감독 : 서강호
- 연출 감독 : 장문심, 김정결
- 제작 프로듀서 : 최헌국
- 시나리오 · 각색 : 조석신, 이서연, 윤세희
- 해외 마케팅 프로듀서 : 이형기
- 스토리 보드 : 오윤호, 윤홍권, 김정결
- 캐릭터 디자인 : 김정결, 장문심
- 애니메이션 : 오윤호, 박현수, 오진영, 홍준호, 변지성, 이일호, 윤병락, 홍순호, 오은주, 배완례, 이윤례, 최윤희, 한나영, 박소연, 이정민, 홍혜연, 성기용, 김은미, 윤지희, 김은애, 김주혜
- 배경 : 최태미, 이호준, 장혜리, 이수지, 안미래, 최미나
- 렌더링 · 편집 : 최헌국
- 목소리 출연 : 안소이, 이종혁, 기경옥, 류승곤, 강시현
- 작곡 : 이성장
- 작사 : 윤세희, 이성장
- 노래 : 서가영
- 녹음 · 믹싱 : 김승민, 정명우
- 음향 효과 : 김병찬
- 제작 지원 : 지오그린, 바닐라투어
- 행정 : 하숙자
- 조연출 : 조은희

## 방영 목록

### 2016년
원래 5월 10일 방영할라 했던 놀리지 마유와 눈이 왔어유는 큰일난 사유로 미방영됐다.
| 회차 | 방영일    | 부제                     |
| ---- | --------- | ------------------------ |
| 1화  | 1월 12일  | 내가 먹을겨              |
| 1화  | 1월 12일  | 덤벼봐                   |
| 2화  | 1월 19일  | 닭싸움해유               |
| 2화  | 1월 19일  | 만화가게 가유            |
| 3화  | 1월 26일  | 난 네가 좋아             |
| 3화  | 1월 26일  | 극장 탈출                |
| 4화  | 2월 2일   | 곤충 소동                |
| 4화  | 2월 2일   | 아버지 구두              |
| 5화  | 2월 16일  | 수박 서리 부대           |
| 5화  | 2월 16일  | 북청 물장수              |
| 6화  | 2월 23일  | 은주를 구하라            |
| 6화  | 2월 23일  | 우리 할머니              |
| 7화  | 3월 8일   | 반장 아무개              |
| 7화  | 3월 8일   | 아르바이트               |
| 8화  | 3월 22일  | 김치 내 사랑             |
| 8화  | 3월 22일  | 자전거                   |
| 9화  | 3월 29일  | 꾀병                     |
| 9화  | 3월 29일  | 텔레비전 사유            |
| 10화 | 4월 5일   | 우리는 친구              |
| 10화 | 4월 5일   | 추억의 뽑기              |
| 11화 | 4월 12일  | 생활 통지표              |
| 11화 | 4월 12일  | 아빠한테 데려다 줘유     |
| 12화 | 4월 19일  | 어릿광대                 |
| 12화 | 4월 19일  | 옛날 이야기              |
| 13화 | 4월 26일  | 붕어빵                   |
| 13화 | 4월 26일  | 대보름달                 |
| 14화 | 5월 3일   | 안 계시면 오라이         |
| 14화 | 5월 3일   | 사춘기                   |
| 15화 | 5월 10일  | 어버이날 선물            |
| 15화 | 5월 10일  | 썰매타기                 |
| 15화 | 5월 10일  | 놀리지 마유(미방영)      |
| 15화 | 5월 10일  | 눈이 왔어유(미방영)      |
| 16화 | 5월 17일  | 발명왕 소룡              |
| 16화 | 5월 17일  | 굴렁쇠                   |
| 17화 | 5월 24일  | 엿장수 맘대로            |
| 17화 | 5월 24일  | 신비한 모자              |
| 18화 | 5월 31일  | 전화기                   |
| 18화 | 5월 31일  | 칩스 선생님              |
| 19화 | 6월 7일   | 권투 시합                |
| 19화 | 6월 7일   | 가족의 사랑              |
| 20화 | 6월 14일  | 새마을 운동              |
| 20화 | 6월 14일  | 선생님 죄송해유          |
| 21화 | 6월 21일  | 나도 라면                |
| 21화 | 6월 21일  | 나라 사랑                |
| 22화 | 6월 28일  | 추억의 약장수            |
| 22화 | 6월 28일  | 태권도                   |
| 23화 | 7월 5일   | 머리하는 날              |
| 23화 | 7월 5일   | 빨간 손 파란 손          |
| 24화 | 7월 12일  | 아버지의 실직            |
| 24화 | 7월 12일  | 불주사 맞는날            |
| 25화 | 7월 19일  | 콩쿨 대회                |
| 25화 | 7월 19일  | 거리의 사진사            |
| 26화 | 7월 26일  | 꽁보리밥 도시락          |
| 26화 | 7월 26일  | 나는 어쩌라구유          |
| 27화 | 8월 2일   | 내가 먹을겨(재)          |
| 27화 | 8월 2일   | 덤벼봐(재)               |
| 28화 | 8월 9일   | 닭싸움해유(재)           |
| 28화 | 8월 9일   | 만화가게 가유(재)        |
| 29화 | 8월 26일  | 난 네가 좋아(재)         |
| 29화 | 8월 26일  | 극장 탈출(재)            |
| 30화 | 9월 2일   | 곤충 소동(재)            |
| 30화 | 9월 2일   | 아버지 구두(재)          |
| 31화 | 9월 9일   | 수박 서리 부대(재)       |
| 31화 | 9월 9일   | 북청 물장수(재)          |
| 32화 | 9월 23일  | 은주를 구하라(재)        |
| 32화 | 9월 23일  | 우리 할머니(재)          |
| 33화 | 9월 30일  | 반장 아무개(재)          |
| 33화 | 9월 30일  | 아르바이트(재)           |
| 34화 | 10월 7일  | 김치 내 사랑(재)         |
| 34화 | 10월 7일  | 자전거(재)               |
| 35화 | 10월 14일 | 꾀병(재)                 |
| 35화 | 10월 14일 | 텔레비전 사유(재)        |
| 36화 | 10월 21일 | 우리는 친구(재)          |
| 36화 | 10월 21일 | 추억의 뽑기(재)          |
| 37화 | 10월 28일 | 생활 통지표(재)          |
| 37화 | 10월 28일 | 아빠한테 데려다 줘유(재) |
| 38화 | 11월 4일  | 어릿광대(재)             |
| 38화 | 11월 4일  | 옛날 이야기(재)          |
| 39화 | 11월 11일 | 붕어빵(재)               |
| 39화 | 11월 11일 | 대보름달(재)             |
| 40화 | 11월 18일 | 안 계시면 오라이(재)     |
| 40화 | 11월 18일 | 사춘기(재)               |
| 41화 | 11월 25일 | 어버이날 선물(재)        |
| 41화 | 11월 25일 | 썰매타기(재)             |
| 42화 | 12월 2일  | 발명왕 소룡(재)          |
| 42화 | 12월 2일  | 굴렁쇠(재)               |
| 43화 | 12월 16일 | 엿장수 맘대로(재)        |
| 43화 | 12월 16일 | 신비한 모자(재)          |
| 44화 | 12월 23일 | 전화기(재)               |
| 44화 | 12월 23일 | 칩스 선생님(재)          |
| 45화 | 12월 30일 | 권투 시합(재)            |
| 45화 | 12월 30일 | 가족의 사랑(재)          |

## 유사한 작품
- 검정고무신
- 안녕 자두야